# تشاك فلوريس
تشاك فلوريس (بالإنجليزية: Chuck Flores)‏ هو عازف جاز أمريكي، ولد في 5 يناير 1935 في أورانج في الولايات المتحدة، وتوفي في 24 نوفمبر 2016.

## وصلات خارجية
- تشاك فلوريس على موقع ميوزك برينز (الإنجليزية)
- تشاك فلوريس على موقع أول ميوزيك (الإنجليزية)
- تشاك فلوريس على موقع ديسكوغز (الإنجليزية)